# Hacer la cama

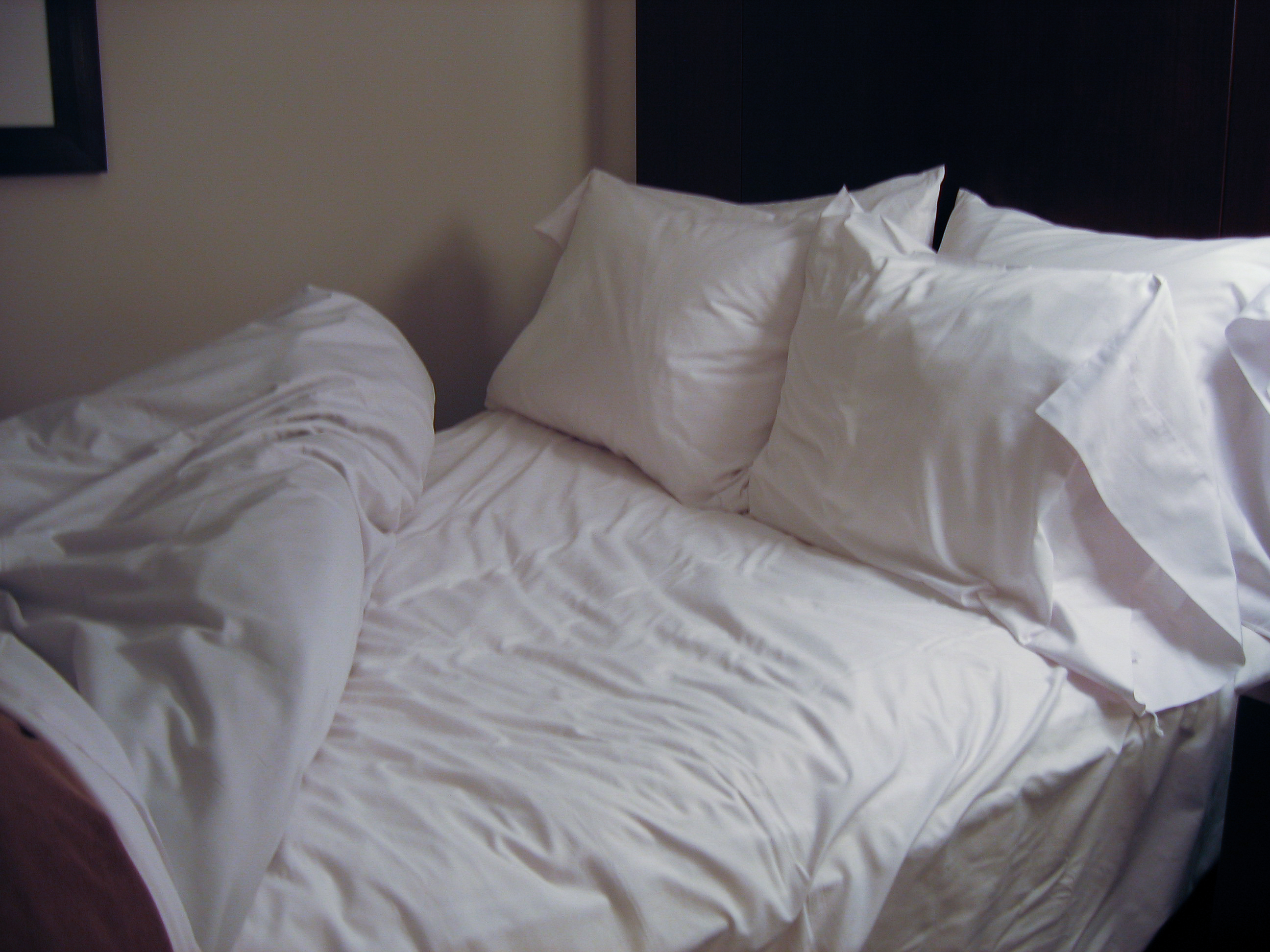
Cama deshecha o destendida

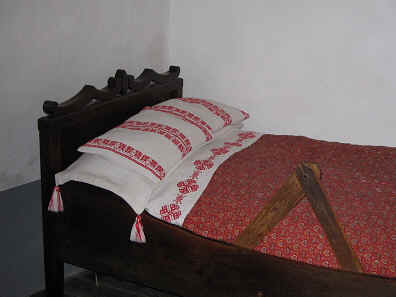
Cama hecha o tendida

Se le llama hacer la cama (o tender la cama, en algunos países hispanohablantes) al acto de disponer ordenadamente la ropa de cama, estirándola y doblándola de manera regular. La cama se hace después de usarla durante la noche para darle una apariencia estética el resto del día. Se suele hacer por las mañanas antes de salir de casa y después de haber ventilado la habitación.
Para hacer la cama, se sigue la siguiente secuencia de acciones:
- Estirar y remeter la sábana bajera por debajo del colchón.
- Estirar y alisar la sábana encimera junto con la manta (si la hay) alineándola con ésta. Doblar la parte superior de la sábana sobre la manta creando así el embozo[1] o parte que la protege de roces y suciedades.
- Meter la sábana y la manta bajo el colchón por los dos laterales y el pie.
- Colocar la almohada (cojín, en algunos países hispanohablantes) en la cabecera de la cama.
- Estirar y alisar la colcha o edredón y colocarlo sobre las demás piezas.

Si la cubierta de la cama consiste en un edredón nórdico, la operación se simplifica al eliminar las etapas segunda y tercera.

## Origen
El término «hacer la cama» proviene de la Edad Media, cuando las camas se construían tan solo con un manojo de paja que se extendía sobre el suelo o sobre un banco elevado. En vista de que la paja se recogía diariamente para secarla al sol o destinarla a otras funciones domésticas, la cama tenía que hacerse literalmente cada noche.

## Algunos datos relacionados
- «Hacer la cama[3]» o «Hacer una cama» es también una expresión coloquial que significa engañar a alguien para obtener algún provecho.
- Algunas supersticiones están ligadas al acto de hacer la cama, estableciendo, por ejemplo, que no hacerla provoca mala suerte al igual que interrumpir la operación con un estornudo o colocar las sábanas al revés.[4]
- En las bodas charras, era costumbre que las mozas del pueblo fueran a hacer la cama de los novios días antes de la boda.[5]
- Una broma popular consiste en hacer la cama de una manera diferente para impedir que la persona entre en la misma. Se llama hacer la petaca (sábanas cortas, en Chile), y se realiza metiendo el extremo inferior de la sábana encimera por la cabecera volviéndola luego sobre la manta. De este modo, la persona que intenta entrar no lo consigue, al haber reducido con la sábana el espacio disponible.
- "Hacer la cama", en el deporte, significa que, cuando un jugador salta, otro del equipo contrario se queda debajo, inclinado, forzando una mala caída.
- En el fútbol[6] y en la jerga futbolística, es cuando los jugadores de un equipo se ponen de acuerdo en secreto para jugar mal e intentar culpar al entrenador del mal rendimiento del equipo, hasta que es despedido.